# 涂姓
涂姓是中文姓氏之一，在明朝《百家姓续编》中排第464位。根据中国公安部身份证数据库，2008年涂姓人口约85万，列全部汉族姓氏的第153位。

## 起源
1.凃姓是以河流名為姓氏。古代該河常結冰因而有凃水說（江蘇南京市六合區內的長江支流滁河），唐朝時改為滁水，現在則名為滁河。根據《名賢氏族言行類稿》中的記載：凃氏為洪州人（即豫章郡，今江西九江一帶），以冰字首凃為姓。後來他房祖先因對朝廷有功而受明朝皇帝御賜封姓：原本“凃姓”字形“二點冰”，多一點是以硃砂紅點，變化成字形“三點水”的“涂姓”，示明為有功之後。
2.塗姓源于塗山氏，出自夏朝大禹之妻塗山氏，属于复姓省文简化为氏。据史籍《姓氏族谱笺释》、《风俗通》等记载，夏王朝时期有复姓塗山氏，其族人后省文去山字，称塗氏。中华人民共和国成立后，因汉字简化，塗姓改为涂姓。

## 郡望
- 豫章郡：漢朝時改原九江郡為豫章郡。今江西南昌、九江一帶。
- 南昌郡：春秋战国时期属吴楚。秦朝时期属九江郡。今江西南昌。
- 宜黄郡：宜黄境域在春秋时期属吴国。战国初期属越国，楚灭越后属楚国。秦始皇统一中国后属九江郡。今江西宜黄县。

## 堂號
- 豫章堂[來源請求]、南昌堂[來源請求]、宜黄堂[來源請求]、五桂堂[來源請求]

## 脚注
1. ↑  （ 汉语拼音：tú 注音：ㄊㄨˊ广东话：tou4 潮州話：tou5(thôu) 西南官話：tou2）

## 延伸阅读
[在维基数据编辑]
 《百家姓》
 《欽定古今圖書集成·明倫彙編·氏族典·涂姓部》，出自陈梦雷《古今圖書集成》